# 이장호 (공학자)
이장호는 국립군산대학교 총장이다.

## 성과
교육부 2024년도 첨단산업 이차전지 부트캠프 인력양성사업 선정

## 수상
TV조선 '2024 한국의 영향력 있는 CEO 대상' 교육 경영 부문 대상 수상

## 논란
해상풍력연구원에서 해상풍력을 개발하다가 연구 실패 및 회식비 방만 사용으로 논란이 되어 총장 취임 후 사기죄로 입건되었다.

## 학력
- 동암고등학교
- 서울대학교 학사
- 포항공과대학교 석사
- 포항공과대학교 박사 (지도교수: 김무환)

## 경력
- 국립군산대학교 교수
- 한국풍력에너지학회장
- 제9대 국립군산대학교 총장